# 朝顔 (駆逐艦)
朝顔（あさがお/あさがほ）は、日本海軍の駆逐艦。若竹型駆逐艦の5番艦である。大正年間製造の旧式艦ながら、戦時中に計98回の護衛活動に従事した。

## 艦歴

### 開戦まで
1918年度計画（八六艦隊案）により計画され、当初の艦名は杜若だった。1921年（大正10年）2月17日、艦名を第十駆逐艦に変更。東京石川島造船所で1922年（大正11年）3月14日に起工、1922年11月4日に進水、1923年（大正12年）5月10日に竣工した。竣工と同時に二等駆逐艦に類別され、呉鎮守府籍となる。
9月20日、第十駆逐艦は姉妹艦の第十六駆逐艦、第十八駆逐艦とともに呉鎮守府部隊第16駆逐隊を編成。
12月1日、第16駆逐隊は第一艦隊第一水雷戦隊指揮下となる。
1924年（大正13年）4月1日、艦名を第十号駆逐艦に変更。
1927年（昭和2年）11月15日、第16駆逐隊は第一遣外艦隊指揮下となる。
1928年（昭和3年）8月1日、艦名を朝顔に変更。
12月10日、第16駆逐隊は第一艦隊第一水雷戦隊指揮下となる。
1930年（昭和5年）11月15日、第16駆逐隊は第二遣外艦隊指揮下となる。
1931年（昭和6年）11月12日から翌年3月まで、第16駆逐隊は旅順の警備に従事する。1932年2月2日、第二遣外艦隊は第三艦隊指揮下となる。
1933年（昭和8年）5月20日、第二遣外艦隊は第10戦隊に改編される。
1934年11月15日（昭和9年）、第16駆逐隊は第五水雷戦隊に編入。
1937年（昭和12年）から日中戦争が勃発した際、第三艦隊は台湾方面で演習中であり、艦隊各艦は中国沿岸の警備に復帰した。10月20日、第三艦隊は支那方面艦隊指揮下となる。
1938年（昭和13年）5月10日、第16駆逐隊は廈門攻略に参加。1939年11月15日、第五水雷戦隊の解隊と同時に第16駆逐隊所属艦は舞鶴鎮守府に転出し、舞鶴鎮守府部隊第32駆逐隊を編成する。
1940年（昭和15年）1月25日、第32駆逐隊は舞鶴鎮守府予備艦となる。
10月15日、第32駆逐隊(朝顔、芙蓉)は舞鶴鎮守府部隊指揮下となる。
1941年（昭和16年）11月20日、第32駆逐隊は鎮海警備府部隊指揮下となる。

### 1941年/1942年
太平洋戦争開戦時、朝顔は鎮海警備府部隊第32駆逐隊に所属し、対馬海峡で哨戒を行っていた。
哨戒を終えた朝顔は舞鶴に入港し、1941年（昭和16年）の年末から1942年（昭和17年）初めごろまで改装を受ける。2番主砲が撤去され、2番砲跡に九六式25mm連装機銃1基を装備した。また、艦尾の掃海用設備を撤去し、跡に八一式爆雷投射器4基と爆雷投下軌条、爆雷36個を装備した。改装後、第32駆逐隊は舞鶴を出港し、門司港外の六連島泊地に移動した。
1942年1月21日1000、第32駆逐隊は軽巡洋艦大井と共に、輸送船19隻を護衛して六連島泊地から出港。26日に台湾の馬公に到着した後、大井と別れた船団はカムラン湾に移動した。カムラン湾で第32駆逐艦は別れ、馬公に戻った後、大井と共に2月1日に出港し、4日に六連島泊地に到着した。
17日0800、朝顔と芙蓉は敷設艇平島とともに輸送船6隻を護衛して六連島泊地を出港し、20日1100に馬公へ到着。翌21日1230に朝顔は馬公を出港し、南方で活動した後、釜山に入港して整備を受ける。
整備中の4月10日、第32駆逐隊は南西方面艦隊第一海上護衛隊の新編に伴い編入され、第一海上護衛隊第2護衛部隊配置となる。
18日0730、整備を終えた朝顔は釜山を出港し、同日1730に上海に到着。翌19日1830に出港し、20日0700に六連島泊地に到着した。21日1400、第32駆逐隊は水雷艇鷺と共に陸軍病院船ぶゑのすあいれす丸（大阪商船、9,625トン）等輸送船6隻で編成された第101船団を護衛して六連島泊地を出港。26日1400、船団は高雄に到着した。30日、朝顔は輸送船1隻で編成された第302船団を護衛して高雄を出港。5月5日2300、船団はサンジャックに到着した。8日1200、第401船団を護衛してサンジャックを出港。13日1200、船団は馬公に到着した。21日1200、輸送船3隻で編成された第703船団を護衛して馬公を出港。25日0800、船団はマニラに到着した。27日1200、輸送船6隻で編成された第803船団を護衛してマニラを出港。30日1200、船団は馬公に到着した。6月5日1200、輸送船2隻で編成された第311船団を護衛して馬公を出港。12日0800、船団はサンジャックに到着した。14日1200、輸送船7隻で編成された第412船団を護衛してサンジャックを出港。20日1200、船団は馬公に到着した。25日1900、陸軍輸送船ころんびあ丸（三菱商事、5,617トン）、陸軍輸送船玄海丸（嶋谷汽船、3,851トン）等輸送船5隻で編成された第316船団を護衛して馬公を出港。7月1日1200、船団はサンジャックに到着した。6日0800、陸軍輸送船金華山丸（三井船舶、4,950トン）等輸送船4隻で編成された第511船団を護衛してサンジャックを出港。9日1100、船団はシンガポールに到着した。13日1000、海軍徴用船第二小倉丸（日本石油、7,311トン）等輸送船5隻で編成された第616船団を護衛してシンガポールを出港。16日1200、船団はサンジャックに到着した。18日1500、第二小倉丸等輸送船8隻で編成された第421船団を護衛してサンジャックを出港。23日1500、船団は馬公に到着した。30日1200、輸送船4隻で編成された第324船団を護衛して馬公を出港。8月5日0600、船団はサンジャックに到着した。7日1400、海軍徴用船厳島丸（日本水産、10,006トン）等輸送船4隻で編成された第426船団を護衛してサンジャックを出港。10日1400、船団は馬公に到着し、朝顔は整備を受ける。
整備完了後の27日1400、朝顔は貨物船豊岡丸（鏑木汽船、7,097トン）、陸軍輸送船大井川丸（東洋海運、6,494トン）、陸軍輸送船第一吉田丸（山下汽船、5,425トン）等輸送船5隻で編成された第331船団を護衛して馬公を出港。9月2日、船団はサンジャックに到着した。7日1400、豊岡丸、陸軍輸送船ぶりすべん丸（大阪商船、5,425トン）で編成された第523船団を護衛してサンジャックを出港。10日1500、船団はシンガポールに到着した。13日1200、輸送船2隻で編成された第631船団を護衛してシンガポールを出港。16日0800、船団はサンジャックに到着した。20日0800、海軍徴用船昭洋丸（日東鉱業汽船、7,499トン）、貨物船羅津丸（大連汽船、5,462トン）等輸送船6隻で編成された第437船団を護衛してサンジャックを出港。26日1200、船団は馬公に到着した。30日、貨物船ぱしふぃっく丸（玉井商船、5,872トン）、陸軍輸送船三重丸（日本郵船、2,896トン）、陸軍輸送船多賀丸（日之出汽船、2,868トン）等輸送船8隻で編成された第269船団を護衛して馬公を出港。10月6日、船団は門司に到着。朝顔は舞鶴へ移動して整備を受ける。
整備完了後、朝顔は28日1000に舞鶴を出港し、29日1000に六連島泊地に到着した。30日1200、陸軍輸送船大図丸（大図汽船、2,726トン）、陸軍輸送船米山丸（板谷商船、5,274トン）等輸送船6隻で編成された第180船団を護衛して六連島泊地を出港。11月5日1200、船団は馬公に到着した。8日1400、輸送船8隻で編成された第288船団を護衛して馬公を出港。14日0930、船団は門司に到着した。17日1500、輸送船3隻で編成された第189船団を護衛して門司を出港。21日1100、船団は馬公に到着した。26日1500、輸送船9隻で編成された第297船団を護衛して馬公を出港。12月1日、第2護衛部隊は西護衛隊と改称される。
同日午後、船団は上海に寄港した後、2日0800に門司に到着した。7日1300、貨物船福山丸（会陽汽船、3,581トン）単独で編成された第198船団を護衛して門司を出港。10日、第32駆逐隊は解隊され、朝顔は第一海上護衛隊指揮下となる。
26日1200、第198船団は馬公に到着した。18日1400、朝顔は輸送船7隻で編成された第209船団を護衛して馬公を出港。24日1200、船団は門司に到着した。29日1500、輸送船4隻で編成された第109船団を護衛して六連島泊地を出港。

### 1943年
1943年（昭和18年）1月3日1800、船団は馬公に到着した。9日1400、輸送船3隻で編成された第361船団を護衛して馬公を出港。15日1200に船団はサンジャックに到着した。同日1400、朝顔はサンジャックを出港し、1800、朝顔はサイゴンに到着した。21日1530、朝顔はサイゴンを出港し、同日1915にサンジャックに到着。22日1400、輸送船4隻で編成された第467船団を護衛してサンジャックを出港。28日1000、船団は高雄に到着した。2月8日1130、貨物船澎湖丸（拿捕船/南日本汽船委託、2,333トン/旧英船Sagres）、特設運送船万光丸（日本郵船、4,471トン）等輸送船4隻で編成された第229船団を護衛して高雄を出港。12日1050、朝顔は船団から分離し、佐世保へ向かう。同日中に佐世保に到着し、ドックで整備を受けた後、待機する。13日、第229船団は門司に到着した。
3月28日朝、朝顔は佐世保を出港し、同日中に伊万里湾に移動。30日朝には伊万里湾を出港し、同日中に門司へ移動。4月3日、澎湖丸、貨物船多聞丸（八馬汽船、8,134トン）、海軍徴用船日遼丸（岡崎本店、2,721トン）等輸送船5隻で編成されたE船団を護衛して門司を出港。8日1100、船団は高雄に到着した。15日0900、特設運送船で応急タンカーの高瑞丸（高千穂商船、7,072トン）輸送船8隻で編成された第745船団を護衛して高雄を出港。18日1500、船団はマニラに到着した。22日0900、輸送船4隻で編成された第3103船団を護衛してマニラを出港。27日1500、船団はパラオに到着した。5月1日1000、貨客船辨加拉丸（日本郵船、5,399トン）、陸軍輸送船富山丸（小野合名、7,089トン）、陸軍輸送船阿蘇丸（東亜海運、3,028トン）等輸送船6隻で編成された第3206船団を護衛してパラオを出港。6日0930、船団はマニラに到着した。11日1000、朝顔はマニラを出港し、13日1000に高雄に到着。17日1850、特設運送船衣笠丸（国際汽船、8,407トン）等輸送船3隻で編成された第750船団を護衛して高雄を出港。19日2100、船団はマニラに到着した。23日0900、特設運送船第二号永興丸（太洋興業、3,535トン）等輸送船5隻で編成された第3106船団を護衛してマニラを出港。29日1100、船団はパラオに到着した。6月1日1600、米山丸、陸軍輸送船神龍丸（内外汽船、4,935トン）で編成された第2503船団を護衛してパラオを出港。5日0900にメナドに到着。7日1845にメナドを出港し、10日0900に船団はバリクパパンに到着した。12日1000、輸送船3隻で編成された第2601船団を護衛してバリクパパンを出港。18日1000、船団はパラオに到着した。20日1600、陸軍輸送船華陽丸（三井船舶、4,363トン）等輸送船2隻で編成された第3212船団を護衛してパラオを出港。26日0900、船団はマニラに到着した。28日1300、輸送船2隻で編成されたY船団を護衛してマニラを出港。30日1900、船団は馬公に到着した。7月1日、朝顔は高雄へ移動。3日0930、特設運送船(給油船)富士山丸（飯野海運、9,547トン）等輸送船2隻で編成されたF船団を護衛して高雄を出港。7日0800、船団は門司に到着した。10日1500、龍野丸、帝立丸（帝国船舶所有/大阪商船運航、9,877トン、旧仏船Leconte de Lisle）、楽洋丸（南洋海運、9,418トン）等輸送船11隻で編成された第175船団を護衛して門司を出港。16日1900、船団は馬公に到着した。17日に朝顔は高雄へ移動。26日1100、海軍徴用船で応急タンカーの五洋丸（五洋商船、8,469トン）、逓信省K型平時標準船改装の応急タンカー青南丸（日本製鐵、5,400トン）等輸送船10隻で編成された第286船団を護衛して高雄を出港。31日1600、船団は門司に到着した。8月4日、第二小倉丸、昭洋丸、特設運送船(給兵船)興業丸（岡田商船、6,353トン）等輸送船11隻で編成された第183船団を護衛して門司を出港。8日、船団は馬公に到着した。13日、特設運送船国島丸（飯野海運、4,083トン）、海軍徴用船で応急タンカーの白馬山丸（三井船舶、6,641トン）、応急タンカー広進丸（広海汽船、5,485トン）等輸送船9隻で編成された第292船団を護衛して馬公を出港。16日、朝顔は船団から分離し、高雄に向かう。17日、馬公から出港した海軍徴用船へいわ丸（北海道炭礦汽船、5,579トン）、貨物船六甲山丸（菅谷汽船、2,174トン）、海軍徴用船龍王山丸（鶴丸汽船、2,455トン）等輸送船9隻で編成された第293船団に合流する。19日、第292船団が門司に到着。同日、朝顔は第293船団より分離し、六連島泊地へ先行する。23日、第293船団が門司に到着。同日、貨物船黄海丸（嶋谷汽船、3,871トン）、特設運送船幸成丸（三井船舶、2,205トン）等輸送船6隻で編成された第189船団を護衛して六連島泊地を出港。28日、船団は高雄に到着した。朝顔はその後馬公へ移動。30日、陸軍輸送船天城丸（日本郵船、3,165トン）等輸送船11隻で編成された第319船団を護衛して馬公を出港。9月7日1100に船団はサンジャックに到着し、同日1511に朝顔はサイゴンに到着した。10日1300、朝顔はサイゴンを出港し、同日1600にサンジャックに到着。11日1900、海軍徴用船北洋丸（北日本汽船、4,217トン）、貨客船銀洋丸（日本郵船、8,613トン）、特設運送船(給油船)紀洋丸（浅野物産、7,251トン）等輸送船12隻で編成された第425船団を護衛してサンジャックを出港。13日、海口を出港してきた貨客船帝香丸（帝国船舶所有/大阪商船運航、8,009トン/旧仏船Cap Verlla）が船団に加入。18日0620、銀洋丸が米潜水艦から発射された魚雷を回避。同日1500、船団は馬公に到着した。
20日1300、海軍給油艦尻矢、昭洋丸、貨物船あるぐん丸（大阪商船、6,661トン）、タンカー第一小倉丸（日本油槽船、7,270トン）、陸軍輸送船暁空丸（拿捕船/大阪商船委託、6,854トン/旧英船Empire Dragon）、北洋丸、貨物船満泰丸（山下汽船、5,864トン）、紀洋丸他輸送船1隻で編成された臨時B船団を護衛して馬公を出港。21日午後、北緯25度27分 東経122度40分 / 北緯25.450度 東経122.667度の地点を航行中の船団は米潜水艦トリガー(USS Trigger, SS-237)に発見される。トリガーは一度船団を見失うもレーダーによって再探知。2058、トリガーは北緯26度33分 東経122度40分 / 北緯26.550度 東経122.667度の尖閣諸島魚釣島近海に至った船団に加入している3隻のタンカーに対して攻撃を開始する。最初と二番目のタンカーに対して魚雷を3本ずつ発射。最初の目標こと尻矢の右舷後部に魚雷1本が命中。尻矢は大爆発を起こし、その火炎は150メートルの高さにのぼり、逃げ惑う乗組員の姿すら確認できたほどで、尻矢は瞬時に沈没した。それから間もなく、昭洋丸の右舷、魚雷の射線に入ってきたあるぐん丸の右舷中央部に魚雷1本ずつが命中。昭洋丸はすぐに沈没して、あるぐん丸は7時間たってから炎上沈没していった。トリガーは反転してタンカー第一小倉丸（日本油槽船、7,270トン）に向けて艦尾発射管から魚雷3本を発射したがかわされ、続いて発射した魚雷1本は、3本の魚雷を回避するためとトリガーへの体当たりを企図して転舵した第一小倉丸に命中して撃沈したかと思われたが、実際には間一髪で回避していた。「3番目の輸送船」こと、暁空丸に対して艦首発射管に残った最後の2本の魚雷を発射し、船首に魚雷1本を命中させ撃破した。その後一旦浮上した後再び潜航し、2回にわたって攻撃をしかけ、暁空丸に対して魚雷を2本ずつ発射したが命中しなかった。日本側は、複数の潜水艦による攻撃だと思っていた。大破した暁空丸は速力2ノットにまで低下した状態で第一小倉丸とともに基隆へと向かった。高雄警備府は、特設捕獲網艇若宮丸（保田和雄、547トン）、特設駆潜艇鹽水丸（日本海洋漁業統制、97トン）、第十四航空隊を出動させて人員救助と対潜攻撃に充てるとともに、特設運送船慶洲丸（拿捕船/大阪商船運航、671トン/旧英船Henry Keswick）を暁空丸に向かわせ、特設駆潜艇嘉南丸（日本海洋漁業統制、88トン）の護衛で基隆まで曳航させようとした。暁空丸は船首が沈下してスクリューが海面上にほとんど浮き上がった状態で航行を続け、22日夕方頃に基隆に入港。同地で積み荷を降ろした後、修理のため入渠した。この後、船団主力は航海を続けて25日0830に門司へ到着しており、野間（2002年）は暁空丸も同行したとしているが、『第一海上護衛隊戦時日誌』によると船団のうち3隻が分離して基隆止まりとなっている。
10月3日、1000、紀洋丸、ころんびあ丸、陸軍工作船民領丸（辰馬汽船、2,224トン）等輸送船12隻で編成された第103船団を、佐世保を出港してきた駆逐艦汐風とともに護衛して門司を出港。船団は2つに分けられ、先行する船団を朝顔が、後発する船団を汐風がそれぞれ護衛した。朝顔が護衛する船団は7日2015に、汐風が護衛する船団は8日にそれぞれ馬公に到着した。9日0830に朝顔は馬公を出港し、同日1300に高雄に到着。11日0800に朝顔は高雄を出港し、同日1100に馬公に到着。12日0900、紀洋丸、万光丸等輸送船20隻で編成された第329船団を水雷艇友鶴と共に護衛して馬公を出港。14日、サイゴンを出港してきた第9号駆潜艇が船団に合流。15日、万光丸が三亜に向かうため船団から分離。16日2330、サイゴンを出港してきた芙蓉が船団に合流。18日1930、船団はサンジャックに到着した。19日0500に朝顔はサンジャックを出港し、同日0930にサイゴンに到着。22日1200に朝顔はサイゴンを出港し、23日1800に第331船団に合流してサンジャックまで護衛する。25日、陸軍病院船亜米利加丸（大阪商船、6,070トン）等輸送船8隻で編成された第520船団を護衛してサンジャックを出港。27日0400、朝顔は船団から分離してサイゴンへ向かう。28日1345、朝顔はサイゴンに到着した。同日、第520船団もシンガポールに到着した。11月1日、第一海上護衛隊は新編された海上護衛総司令部指揮下となる。
3日0800に朝顔はサイゴンを出港し、同日1125にサンジャックに到着。4日1600、陸軍輸送船水戸丸（日本郵船、7,061トン）、逓信省B型平時標準船改装の応急タンカー千代田丸（日本郵船、4,701トン）等輸送船8隻で編成された第439船団を護衛してサンジャックを出港。9日2030、朝顔は米潜水艦を探知し、対潜掃討を行う。10日0830、朝顔は船団に合流するも、その後、北緯21度38分 東経116度45分 / 北緯21.633度 東経116.750度の地点で船団は雷撃を受ける。幸い被雷船はなかったが、朝顔は再度対潜掃討を行う。11日、船団は高雄に到着。遅れて、朝顔も0935に高雄に到着する。20日0940、輸送船7隻で編成された第220船団を護衛して高雄を出港。同日2200、朝顔は船団から分離する。18日1000、船団はパラオに到着した。21日1200、朝顔は高雄に到着し、1515に出港。23日1030、朝顔は基隆に到着する。24日0740、貨客船鴨緑丸（大阪商船、7,362トン）単独で編成された臨マ船団を駆逐艦蓮と共に護衛して基隆を出港。26日、対潜哨戒のため、蓮が船団から分離する。27日1100、船団は門司に到着する。28日、第220船団が門司に到着する。同日1300、朝顔は門司を出港し、29日1415に舞鶴に到着して整備を受ける。この時、前部魚雷発射管を撤去したほか、前部マストを三脚化して13号電探を装備した。
整備完了後の12月27日1300に朝顔は舞鶴を出港し、28日1400に門司に到着する。29日1500、貨物船帝北丸（帝国船舶所有/三井船舶運航、5,795トン/旧仏船Persee）、陸軍輸送船和浦丸（三菱汽船、6,804トン）、陸軍輸送船山宮丸（山下汽船、6,440トン）等輸送船11隻で編成された第125船団を第4号掃海艇、第5号掃海艇と共に護衛して門司を出港。1944年（昭和19年）1月4日0932、船団は高雄に到着した。

### 1944年
1944年（昭和19年）1月6日0600、帝北丸、貨物船乾瑞丸（乾汽船、4,156トン）等輸送船5隻で編成された第351船団を護衛して高雄を出港。13日1000、船団はサンジャックに到着した。
17日1430、前日16日に米潜水艦レッドフィン (USS Redfin, SS-272) の雷撃に遭い、1番煙突より前部を失って漂流していた駆逐艦天津風の救援のためサンジャックを出港。味方索敵機と共に天津風を捜索するも、天津風では艦橋を失って海図がないため、発信した救援緊急電での被雷位置と実際の被雷位置とが100浬ずれており、朝顔は天津風を発見できなかった。21日1800、朝顔はカムラン湾に到着。23日2000、天津風が発見されたため、第19号駆潜艇と共にカムラン湾を出港。航空隊の誘導により2隻は24日1420に天津風と合流し、朝顔は天津風を曳航して29日2230にサンジャックに到着。翌30日1200にサンジャックを出港し、同日1630にサイゴンに到着した。
2月5日、朝顔はサイゴンを出港し、サンジャックに移動する。6日1000、輸送船6隻で編成されたサタ02船団を第21号駆潜特務艇と共に護衛してサンジャックを出港。その後、対潜掃討のため船団から分離する。9日0930、朝顔はカムラン湾に到着した。その後、11日から12日にかけてカムラン湾口を対潜哨戒したあと、ツーラン、楡林を経由して24日1145に高雄に到着。25日0745、高雄を出港してヒ49船団の護衛に向かい、高雄まで船団を護衛する。29日0700、応急タンカー松本丸（日本郵船、7,024トン）、1TM型戦時標準タンカーあさなぎ丸（日本海運、5,141トン）、貨物船ばたびあ丸（大阪商船、4,393トン）等輸送船24隻で編成されたタモ07船団を駆逐艦春風、波風、第74号駆潜特務艇、第18号掃海艇と共に護衛して高雄を出港。その後船団から分離し、3月2日1200に基隆に到着した。4日1300、1TM型戦時標準タンカーさらわく丸（三菱汽船、5,135トン）、帝香丸、千代田丸等輸送船14隻で編成されたモタ07船団に合流。5日、朝顔は船団から分離し、同日1900に高雄に到着した。
7日1700、海軍徴用船呉山丸（栗林商船、3,213トン）、1C型戦時標準貨物船白濱丸（日本郵船、2,812トン）、陸軍輸送船竹川丸（川崎汽船、1,931トン）等輸送船10隻で編成された西松1号船団タパ04船団を駆逐艦浜波、水雷艇鷺と共に護衛して高雄を出港。9日1440、モタ07船団が高雄に到着した。16日、船団はパラオに到着。17日0900、竹川丸、貨物船南嶺丸（東亜海運、2,400トン）、貨物船北京丸（大阪商船、3,182トン）等輸送船5隻で編成されたパタ05船団を水雷艇鷺他護衛艦1隻と共に護衛してパラオを出港。18日、朝顔は船団から分離し、同日1700にパラオに到着。22日1215、パラオを出港し、座礁事故を起こした特設工作艦浦上丸（福洋汽船、4,317トン）の救援を行う。23日1000、朝顔はパラオに到着した。24日1200、貨物船はあぶる丸（石原汽船、5,467トン）、白濱丸等輸送船4隻で編成されたパタ06船団を特設駆潜艇第5昭和丸（日本水産、218トン）と共に護衛してパラオを出港。27日、第5昭和丸が船団から分離し、パラオへ向かう。同日、パタ05船団が高雄に到着。31日1056、パタ06船団は高雄に到着した。4月3日1400、ぱしふぃっく丸、千代田丸、貨客船楡林丸（拿捕船/石原汽船委託、6,022トン/元中国船Chung Hwah(中華)）等輸送船8隻で編成されたタサ16船団を護衛して高雄を出港。7日、カムラン湾を出港してきた第41号駆潜艇が船団に合流する。8日、朝顔は船団から分離して対潜掃討を行う。9日1130、船団は楡林に到着する。10日1000、輸送船6隻で編成されたユタ16船団を護衛して楡林を出港。15日、高雄を出港してきた18号駆潜艇が船団に合流する。同日1830、船団は高雄に到着した。16日0930、朝顔は高雄を出港し、サタ17船団に合流。18日1900、船団は高雄に到着した。20日1100、貨物船杉山丸（山下汽船、4,379トン）、陸軍輸送船鳥取丸（日本郵船、5,973トン）、貨物船徳島丸（日本郵船、5,975トン）等輸送船24隻で編成されたタモ17船団を駆逐艦蓮、第八号駆潜艇、特設掃海艇第三拓南丸（日本水産、343トン）と共に護衛して高雄を出港。27日、船団は門司に到着した。0630、朝顔は第8号海防艦と共に門司を出港し、1530に佐世保に到着して整備を受ける。
整備完了後、朝顔は5月3日1400に佐世保を出港し、ヒ61船団に合流。4日、2TL型戦時標準タンカー仁栄丸（日東汽船、10,241トン）が機関故障により高雄へ向かう。
7日、朝顔は船団から分離し、同日1000に高雄に到着。同日1900、ミ03船団に加わって高雄を出港。8日、ヒ61船団は2TL型戦時標準タンカーあかね丸（石原汽船、10,241トン）が米潜の雷撃により小破したため、第7号海防艦の護衛で高雄に回航。9日、船団はマニラに到着した。あかね丸を高雄に送り届けた第7号海防艦は、高雄を出港してミ03船団に合流する。
10日朝、ミ03船団は北緯16度16分 東経119度28分 / 北緯16.267度 東経119.467度のマニラ湾北西海域を航行中、船団は米潜コッド(USS Cod SS-224)にレーダーにより探知される。コッドは船団の中に割って入り、0647に北緯16度50分 東経119度20分 / 北緯16.833度 東経119.333度のマニラ北西150浬地点に至った所で前部と後部の発射管から魚雷を計9本発射。後部からの3本の魚雷のうち2本が刈萱に命中する。苅萱の中央部に第1弾が命中。苅萱は艦中央部で屈曲し、艦尾側が沈下したほか、煙突が崩壊した。続けて艦尾に第2弾が命中し、0655に苅萱は沈没する。前部からの6本の魚雷は笠戸丸型貨客船、阿蘇山丸型貨物船、ぶりすべん丸型貨物船に向けられ、1本が阿蘇山丸型貨物船こと、特設運送船昌平丸（三井船舶、7,255トン）の右舷船首に命中。0730、同船は激しい浸水により大爆発を起こしながら船尾を棒立ちにさせて沈没。他の目標にも1本ずつ命中したと判断された。対潜掃討後の0740、朝顔は第1号海防艦と共に船団から分離し、高雄に戻った。同日、ミ03船団はマニラに到着した。
同日1800、朝顔はテ05船団に加わって高雄を出港。13日、特設運送船山鳥丸（興運汽船、2,905トン）が香港に向かうため分離。1430には朝顔も分離して高雄へ戻った。14日1500、朝顔は高雄を出港。同日、テ05船団は楡林に到着した。15日0830、朝顔は基隆に到着した。16日1500、海軍徴用船浅間丸（日本郵船、16,947トン）単独で編成されたタモ19A船団を護衛して基隆を出港。19日1600、船団は門司に到着。同日、朝顔は門司を出港し、20日1000に舞鶴に到着。整備を受ける。
整備完了後の6月9日1000、朝顔は舞鶴を出港。10日1350に門司に到着した。11日1530、千早丸、タンカーさんるいす丸（三菱汽船、7,268トン）、陸軍輸送船美濃丸（日本郵船、4,670トン）等輸送船26隻で編成されたミ07船団を駆逐艦朝風、海防艦屋代、2号海防艦、第三拓南丸と共に護衛して門司を出港。まもなく、2TL型戦時標準タンカー光栄丸（日東汽船、10,238トン）が機関故障を起こし、門司へ反転した。15日1040、船団は奄美大島沖に仮泊。16日、船団は航行を開始。17日、朝顔は貨物船松浦丸（日本郵船、3,179トン）、貨客船加茂丸（日本郵船、8,524トン）の2隻を護衛して船団から分離する。18日1300、ミ07船団は高雄に到着する。同日1730、朝顔他の船団は基隆に到着する。19日0530、朝顔は基隆を出港し、同日2000に高雄に到着する。21日1500、輸送船2隻で編成されたタマ21A船団を護衛して高雄を出港。25日1600、船団はマニラに到着した。26日2200、あかね丸、陸軍輸送船青葉山丸（三井船舶、8,811トン）、貨物船三池山丸（三井船舶、3,179トン）等輸送船6隻で編成されたマタ24船団を第2号海防艦、第8号海防艦、第三拓南丸と共にマニラを出港。28日2320、北緯18度40分 東経119度40分 / 北緯18.667度 東経119.667度の地点で米潜水艦を目視により発見。第2号海防艦と共に対潜掃討を行う。29日1730、2隻はマニラに到着した。30日0700、2隻はマニラを出港し、ヒ67船団に合流して護衛を行う。船団は同日中にマニラに到着した。3日0700、輸送船6隻で編成されたマユ04船団を姉妹艦の呉竹と第2号海防艦と共に護衛してマニラを出港。4日、マタ24船団が高雄に到着。7日1000、マユ04船団は楡林に到着した。
9日、朝顔と第2号海防艦は北緯18度11分 東経109度34分 / 北緯18.183度 東経109.567度の地点で停泊中に台風の暴風雨を受け、朝顔は座礁する。座礁により前部燃料タンクが破損して燃料漏れを起こす。朝顔は離礁作業を行うも失敗。このため、特設救難船尊條丸（拿捕船/海軍運航、379トン/元中国船Chuen tiao(尊條)）が朝顔の救難を行うよう命令が出る。29日1700、B-25、B-24、P-38の戦爆連合による空襲を受けるも、朝顔に被害はなかった。9月13日、尊條丸が到着して救難を行う。25日、朝顔は離礁し、楡林港で応急修理を受ける。応急修理が終わった後、朝顔は三亜に移動。10月15日1600、海軍徴用船備後丸（日本郵船、4,643トン）、貨物船宮島丸（朽木商事、1,998トン）、海軍徴用船日瑞丸（日産汽船、6,584トン）等輸送船4隻で編成されたユタ12船団を第101号掃海艇と共に護衛して三亜を出港。19日、香港南方沖合で船団はB-25の空爆を受け、鉄鉱石を輸送中の日瑞丸が被弾沈没する。同日2155、船団は香港に到着した。20日、貨物船喜春丸（辰馬汽船、1,862トン）等輸送船2隻で編成されたホモ01船団を第101号掃海艇、第23号駆潜艇、第28号駆潜艇と共に護衛して香港を出港。27日1317、船団は泗礁山泊地に到着する。28日1445、船団は海軍運送艦神威、2TM型戦時標準タンカー桜栄丸（日東汽船、2,858トン）を加えて出港するも、その後神威が香港に向かうため分離。11月1日、船団は門司に到着。その後、朝顔は六連島泊地に移動した。2日、朝顔は六連島泊地を出港し、同日1130に佐世保に到着。4日0900、朝顔は佐世保を出港し、5日2200に舞鶴に到着して整備を受ける。この時、三年式6.5mm機銃が撤去され、艦橋直前、2番煙突直後に九六式25mm連装機銃を1基ずつ装備したほか、3番主砲と2番主砲跡の九六式25mm連装機銃の位置を入れ替えた。
24日、朝顔は舞鶴を出港し、25日1110に門司に到着。30日0900、2A型戦時標準貨物船江ノ浦丸（日本郵船、6,968トン）、海軍配当船で2AT型戦時応急タンカーの延長丸（日本郵船、6,888トン）、海軍配当船で2AT型戦時応急タンカーの延元丸（日本郵船、6,890トン）等輸送船15隻で編成されたミ29船団を海防艦生名、干珠、新南、第41号海防艦、第66号海防艦、第28号駆潜艇、第223号駆潜特務艇と共に護衛して門司を出港。しかし、12月1日深夜、船団は米潜シーデビル(USS Sea Devil, SS-400)にレーダーにより発見される。翌2日0414、北緯30度24分 東経128度17分 / 北緯30.400度 東経128.283度の屋久島西方約150キロ地点付近で、シーデビルは魚雷4本を中型貨物船に向けて発射したものの、命中しなかった。0424、シーデビルは魚雷2本を大型貨物船に向けて発射。40秒後、海軍給糧艦間宮の設計の基となった陸軍輸送船はわい丸（南洋海運、9,467トン）の2番船倉に魚雷1本が命中。魚雷命中により搭載していた弾薬とガソリンが誘爆して大爆発したはわい丸はわずか40秒で沈没した。0429、シーデビルは距離1,200メートルにある大型貨物船に対して、艦尾発射管から4本の魚雷を発射。0430、2AT型戦時応急タンカー安芸川丸（川崎汽船、6,895トン）の4番船倉に第1弾が、その30秒後に3番船倉に第2弾が命中。0520、安芸川丸は4番船倉の被雷部で船体が折損し、0607に沈没した。このとき沈没した輸送船には読売ジャイアンツの名投手、沢村栄治が乗船しており、この12月2日の雷撃で戦死している。『日本商船隊戦時遭難史』によれば、この日に沈没した輸送船は安芸川丸とはわい丸だけであり、沢村はそのどちらかに乗船していたと見られている。はわい丸にはシンガポールへ進出する海上挺進第22戦隊60名、および震洋60隻、陸軍車両50両、弾薬・ドラム缶詰めのガソリン等軍需物資、満州からマニラに進出する第23師団の一部、シンガポールへ進出する海上挺進第22戦隊および同戦隊基地第22大隊将兵、計1843名、船砲隊及び警戒隊計83名、船長以下船員148名、合計2,074名が乗船しており、全員戦死した。安芸川丸でも陸軍高射砲隊409名、便乗者16名、鋼材、開発資材各750トンを乗せており、陸軍兵士244名、警戒隊7名、便乗者1名、船員18名が戦死したほか、救命ボートで脱出して諏訪之瀬島に漂着した生存者79名のうち、2名が死亡した。また、貨物船伯剌西爾丸（大洋興業、5,860トン）が自らが投下した爆雷の炸裂により損傷する。船団はシーデビルによる安芸川丸とはわい丸の撃沈で支離滅裂となってしまう。海軍配当船で2AT型戦時応急タンカーの神祐丸（大阪商船、6,956トン）は日本本土へ反転。損傷した伯剌西爾丸は基隆へ、江ノ浦丸は大陸へと向かう。和浦丸と護衛の朝顔、それを追う貨物船くらいど丸（南洋海運、5,497トン）、1D型戦時標準貨物船第十一星丸（山下汽船、1,944トン）と護衛の生名の2つの小船団は高雄に向かったが、途中空襲を受けて生名が損傷する。3日に和浦丸以下の船団が、6日にくらいど丸以下の船団が高雄に到着した。5日、第61号海防艦、第63号海防艦、第207号海防艦と第31海防隊を編成する。
残った2A型戦時標準貨物船大威丸（大阪商船、6,886トン）ほかの船団は奄美大島古仁屋に移動。その後出港するも、高雄に空襲警報が発令されたため基隆に向かうことになった。しかし間もなく空襲警報解除となり、再び高雄へ向かうこととなった。ところが各船への伝達がうまく行かず、またも船団は分裂。ほとんどが基隆に入港してしまい、10日に延長丸のみが高雄に到着。同日、第一海上護衛隊は第一護衛艦隊に改編される。
高雄に到着した朝顔はバシー海峡で対潜哨戒を行った後、基隆へ回航。その後、12日に基隆に入港した大威丸以下の船団を護衛して基隆を出港。14日に高雄に到着し、ミ29船団は同地で運航打切りとなった。その後、朝顔は高雄と馬公の間を往復。24日、貨物船室蘭丸（日本郵船、5,374トン）、貨客船帝海丸（帝国船舶所有/三井船舶運航、7,691トン/元独船Fulda）、和浦丸、陸軍輸送船日昌丸（南洋海運、6,526トン）で編成されたタマ37船団を姉妹艦の呉竹、第21駆潜隊（第17号駆潜艇、第18号駆潜艇、第21号駆潜艇、第23号駆潜艇）と共に護衛して高雄を出港。25日、海防艦沖縄の第31海防隊編入に伴い、同隊から除籍される。
26日、船団はサンフェルナンドに到着。29日夕方、同地にタマ38船団が到着。同日深夜、湾口哨戒中の第20号海防艦が米哨戒機の空爆を受けて損傷。翌30日朝、出港準備中にアメリカ第5空軍に属するB-25爆撃機・A-20攻撃機・P-40戦闘機の空襲を受ける。この空襲で朝顔に被害はなかったが、損傷していた第20号海防艦が撃沈されたほか、青葉山丸の船体中央部に爆弾が直撃。この衝撃で船倉に積まれていた弾薬が誘爆し、大爆発を起こして炎上する青葉山丸は被弾部分で船体が折損し、沈没した。空襲終了後、朝顔はサンフェルナンドを出港し、室蘭丸、帝海丸、和浦丸、日昌丸で編成されたマタ38船団を第21駆潜隊と共に護衛する。ところが、同日1310、北緯17度11分 東経120度24分 / 北緯17.183度 東経120.400度のサンフェルナンド北方65浬地点付近で、船団は再びアメリカ第5空軍の陸軍機約30機による空襲を受ける。これにより、第18号駆潜艇および室蘭丸が沈没、帝海丸が1430に総員退去後、漂流して北緯17度18分 東経120度24分 / 北緯17.300度 東経120.400度のボリナオ岬南西50浬地点付近で座礁。和浦丸が6番船倉右舷喫水線付近に大穴が開いて小破。日昌丸も機銃掃射により甲板や上部構造物が穴だらけとなる。生存者の救助を行った後、船団は和浦丸の応急修理のためにラポッグ湾へ一時退避。翌12月31日、和浦丸の応急修理が終わったため航行を再開し、1945年1月2日に高雄に到着した。

### 1945年
1945年（昭和20年）1月3日と翌4日、高雄は第38任務部隊（司令官：ジョン・S・マケイン・シニア中将）に属する高速空母部隊艦載機による空襲を受けるも、朝顔に被害はなかった。4日の空襲終了後、朝顔は厦門に移動。6日0750、輸送船9隻で編成された輸送船団を海防艦新南、屋久と共に護衛して厦門を出港。途中で朝顔は船団から分離し、同日夕方前に高雄に到着。翌7日、船団は左営に到着した。8日夜、高雄に神威、タンカー黒潮丸（東和汽船、10,518トン）、護衛の屋代他のヒ87船団が高雄に到着した。翌9日、高雄は再度第38任務部隊艦載機の空襲を受ける。朝顔に被害はなかったが、朝顔の前にいた海防艦屋代の艦橋に爆弾が直撃し、艦長以下艦橋にいた乗組員のほとんどが戦死したほか、神威の後部重油タンクに爆弾が直撃して損傷。故障によりヒ87船団から脱落し、護衛の海防艦2隻と共に高雄へ向かっていた2TL型戦時標準タンカーの海邦丸（飯野海運、10,238トン）が沈没。第9号海防艦が艦後部に爆弾の直撃を受けて搭載爆雷が誘爆して中破。江ノ浦丸も空爆を受けて航行不能となった。空襲終了後の10日未明、屋代が朝顔の右舷第1缶室横に衝突し、直径2mほどの穴が開いてしまう。14日、伯剌西爾丸、大威丸、2A型戦時標準貨物船大郁丸（大阪商船、6,895トン）等輸送船7隻で編成されたタモ37船団を屋代、第1号海防艦、第36号海防艦、第130号海防艦、第134号海防艦、第21号掃海艇と共に護衛して高雄を出港。16日1800、2A型戦時標準貨物船大光丸（大阪商船、6,859トン）が機関故障を起こし、修理が終わるまで同船は仮拍し、第130号海防艦がこれに付き添った。後、2隻は船団に合流する。17日、大威丸が機関故障を起こしたため、伯剌西爾丸が大威丸を曳航する。19日1900、船団は泗礁山泊地に到着する。20日0708、船団は泗礁山泊地を出港。23日1610、第130号海防艦が対潜掃討を行う。同日1750、第134号海防艦が対潜掃討を行う。その後、船団は同日中に六連島泊地に到着した。その後朝顔は六連島泊地を出港し、26日に舞鶴に到着して修理を受ける。2月15日、朝顔は大湊警備府部隊第1駆逐隊に編入される。
3月1日、第1駆逐隊は連合艦隊付属となる。
修理完了後、2日に朝顔は舞鶴を出港。3日に六連島泊地に到着。翌4日に門司に移動した。11日、3TL型戦時標準タンカー第五山水丸（山下汽船、9,965トン）単独で編成されたヒ99船団を駆逐艦欅、楢、海防艦宇久、新南と共に護衛して門司を出港。同日に六連島泊地に移動した後、12日に六連島泊地を出港。高雄へと向かう。16日、黄海を航行中、船団は反転命令を受け取る。17日、船団は門司に到着した。17日、2ET型戦時応急タンカー第二高砂丸（蓬莱タンカー、834トン）を護衛して門司を出港。18日に鉢小島に到着後、朝顔は佐世保へ回航される。25日、震洋を搭載した輸送船4隻で編成された沖縄行き輸送船団を第102号哨戒艇と共に護衛して佐世保を出港。しかし、途中で反転命令が出たため、船団は佐世保へ引き返した。その後、船団はそのまま済州島に向かうことになり、4月6日に佐世保を出港。同日、福江に寄港。7日、船団は済州島城山浦に到着。震洋隊の一部を陸揚げの後、船団は8日に出港。9日に飛揚島に到着して震洋隊の一部を陸揚げ。同日中に兄弟島に移動して残りの震洋隊を陸揚げ。10日、朝顔は第102号哨戒艇とともに輸送船2隻を護衛して兄弟島を出港。12日に泗礁山泊地に到着した。26日、貨客船興東丸（東亜海運、3,363トン）、貨物船満州丸（大連汽船、5,226トン）、2ET型戦時応急タンカー第九南隆丸（南方輸送船、870トン）等輸送船6隻で編成されたシモ03船団を海防艦宇久、第26号海防艦、第102号哨戒艇、第29号掃海艇、第20号駆潜艇と共に護衛して泗礁山泊地を出港。27日、北緯34度52分 東経124度23分 / 北緯34.867度 東経124.383度の木浦沖を航行中、上空から2機のPBY カタリナが飛来。機銃掃射によって第102号哨戒艇の甲板上に露出していたラダーケーブルが切断され、一時航行不能となったほか、宇久が至近弾により損傷したものの、船団の奮戦によって敵機の撃退に成功。その後潜水艦の攻撃を受けるも、これも朝顔の対潜掃討により撃退。29日、船団は巨済島に寄港し、翌30日に出港。同日、対馬沖を航行中に輸送船1隻が無断で船団から分離して門司へ先行。5月1日に船団は油谷湾に到着。翌2日に出港し、同日中に船団は六連島泊地に到着。朝顔以下の護衛艦は門司へ移動し、同日1200に到着。対馬沖で分離先行していた輸送船1隻を確認した。20日、朝顔は門司を出港。翌21日、朝顔は呉鎮守府呉防備戦隊に編入される。
途中機雷が近くで爆発したりしたものの、朝顔は飢餓作戦により機雷がばらまかれた関門海峡および瀬戸内海を突破して呉に到着。航路の途絶、および燃料の不足により、以後は外洋に出ることはなかった。7月24日、米軍機動部隊艦載機による呉軍港空襲を受けるも、損害は無し。28日、呉は再び米軍艦載機の空襲を受ける。備讃瀬戸西方にいた朝顔は損傷し、そのままの状態で8月15日の終戦を呉で迎える。

### 終戦後
終戦後、母港の舞鶴に戻るため呉を出港。22日、六連島灯台2度、6.4km沖の関門海峡西口で触雷し、上甲板より上を海面上に出した状態で大破着底する。11月30日除籍。
1947年（昭和22年）9月、朝顔は日本サルヴェージの手により浮揚された後解体がされ、1948年（昭和22年）6月10日に解体完了となった。

## 略歴
- 1922年（大正11年）11月4日 進水 - （東京石川島造船所建造）　進水時の名称は「第十駆逐艦」。
- 1923年（大正12年）5月10日 竣工
- 1924年（大正13年）4月1日 - 「第十号駆逐艦」に艦名変更。
- 1928年（昭和3年）8月1日 - 「朝顔」に艦名変更。
- 1937年（昭和12年） - 支那事変に参戦。華南沿岸の諸作戦に参加。
- 1941年（昭和16年） - 駆逐艦籍のまま太平洋戦争に参戦。船団護衛に従事。
- 1944年（昭和19年）
  - 7月9日 - 海南島三亜海岸で台風のため座礁。
  - 9月25日 - 離礁、10月15日より護衛活動再開。
- 1945年（昭和20年）
  - 5月21日 - 呉鎮部隊呉防備戦隊に編入。航路の途絶、および燃料の不足により、以後は外洋に出ることはなかった。
  - 8月15日 - 終戦時は呉に所在。
  - 8月22日 - 母港舞鶴港に回航途中、関門海峡六連島灯台沖で触雷し大破して浸水着底。
- 1947年（昭和22年）から1948年にかけて日本サルヴェージにより浮揚解体。

## 歴代艦長
※『艦長たちの軍艦史』378-379頁による。

### 艤装員長
- 吉田庸光 少佐：1922年12月1日 - 1923年5月10日

### 駆逐艦長
- 吉田庸光 少佐：1923年5月10日 - 1924年12月1日
- 坂野民部 少佐：1924年12月1日 -
- 古賀七三郎 少佐：1925年12月1日 -
- 坂野民部 少佐：不詳 - 1926年11月1日[39]
- 難波祐之 少佐：1926年11月1日 - 1928年12月10日[40]
- 中澤佑 少佐：1928年12月10日 - 1929年11月30日
- 荒木伝 少佐：1929年11月30日 - 1932年4月1日
- 中津成基 少佐：1932年4月1日 - 1934年5月15日[41]
- （兼）勢経雄 少佐：1934年5月15日[41] - 8月20日[42]
- 渡辺保正 少佐：1934年8月20日 - 1935年11月15日
- 吉井五郎 大尉：1935年11月15日[43] - 1936年2月24日[44]
- 青木久治 大尉：1936年2月24日 - 1937年11月15日[45]
- 中村昇 大尉：1937年11月15日 - 1940年1月20日[46]
- （兼）吉田正一 少佐：1940年1月20日[46] - 1940年2月15日[47]
- 肝付正明 大尉：1940年10月15日 - 1941年4月10日[48]
- 杉原与四郎 少佐：1941年4月10日 - 1942年4月25日
- 大西勇治 少佐：1942年4月25日[49] -　1943年10月20日
- 森栄 大尉：1943年10月20日[50] - 1945年5月20日
- 石榑信敏 大尉：1945年5月20日[51] -